# Andres Langemets

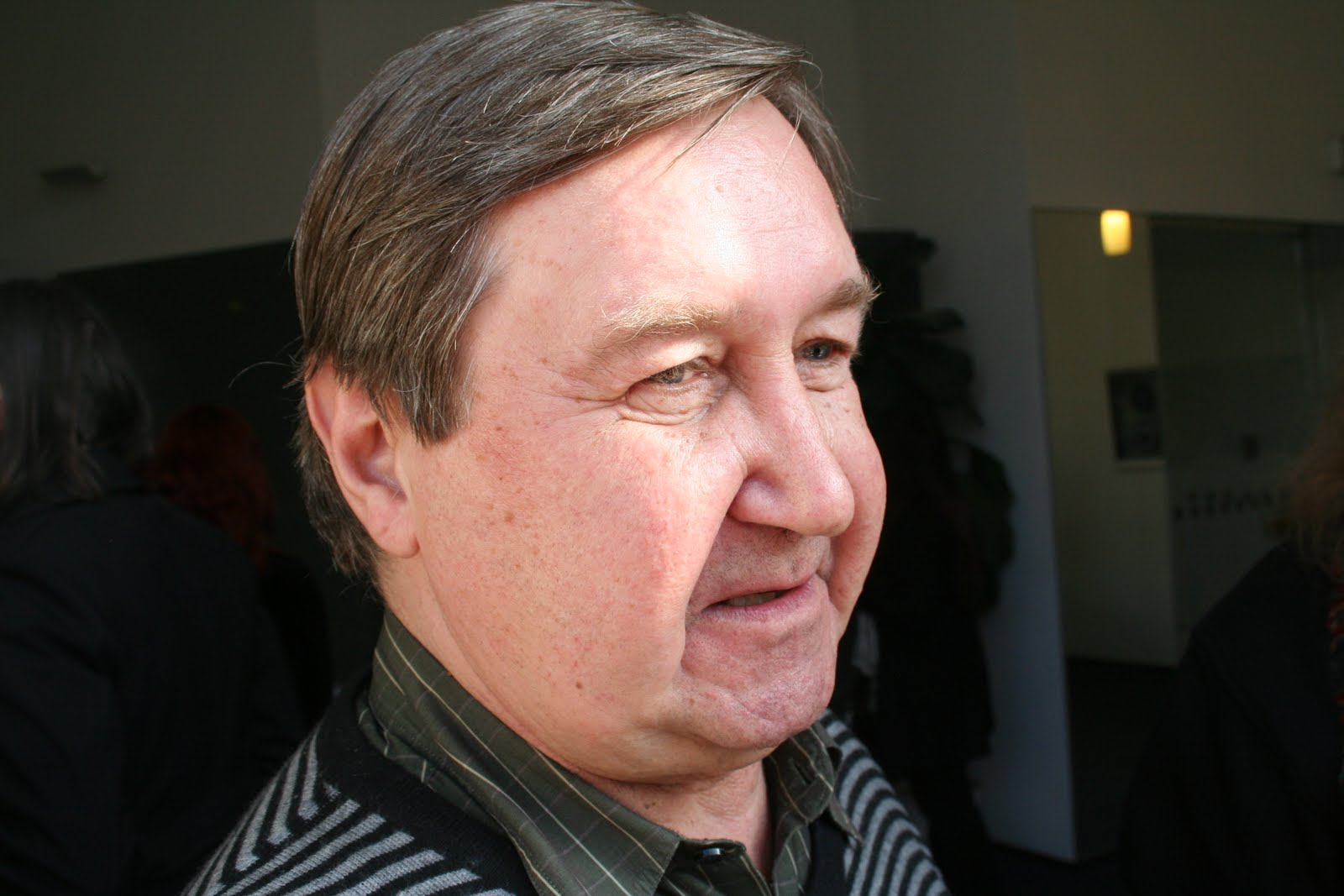
Andres Langemets (2011)

Andres Langemets (* 9. März 1948 in Rapla) ist ein estnischer Publizist, Dichter, Essayist und Literaturkritiker.

## Leben und Literatur
Andres Langemets schloss die 42. Mittelschule, das heutige Deutsche Gymnasium Kadriorg, in der estnischen Hauptstadt ab. Von 1966 bis 1969 arbeitete er in sowjetischen Wirtschaftsbetrieben sowie als Grundschullehrer. 1969/1970 leistete er seinen Wehrdienst in der Roten Armee.
Von 1970 bis 1975 studierte Andres Langemets an der Staatlichen Universität Tartu (TRÜ) Estnische Sprache und Literatur. Er spezialisierte sich auf den Bereich Phonetik. Anschließend war er als Redakteur bei verschiedenen estnischen Zeitungen tätig: zunächst 1975/76 bei der Kulturzeitung Sirp, ab 1976 bei der Literaturzeitschrift Keel ja kirjandus und schließlich ab Herbst 1987 bis 1997 als Chefredakteur von Looming. 1997/98 war er erneut bei Sirp tätig. Derzeit ist er Redakteur der Kulturzeitschrift Tuna.
In den 1980er Jahren debütierte Langemets mit lyrischen Werken. Seit 1980 gehört er dem Estnischen Schriftstellerverband (Eesti Kirjanike Liit) an. Im selben Jahr war er Unterzeichner des „Briefs der Vierzig“, eines offenen Briefs estnischer Dissidenten, der die Verhältnisse in der Estnischen SSR kritisierte.
Neben seiner Tätigkeit als Redakteur ist Langemets vielschreibender Publizist und verfasst Gedichte sowie Literaturkritiken; er ist Herausgeber und Lektor zahlreicher Bücher und übersetzt gelegentlich aus dem Russischen.

## Auszeichnungen
- 1988 Juhan-Smuul-Preis

## Werke
- Omadus (Gedichtsammlung, 1981)
- Üleminekud (Gedichtsammlung, 1987)
- Post librum. Kijandusmõtisklusi 1972–1987 (Literaturkritiken, 1992)
- Lüroeepika (Prosaminiaturen und Gedichte, 1998)
- Vooder (Gedichte, 2008)
- Tagasisadu. Valik luuletusi 1965–2011 (Lyrikanthologie, 2012)